# Małgorzata Tafil-Klawe
Małgorzata Tafil-Klawe (ur. w 1955 w Siedlcach) - lekarz, profesor medycyny, Dziekan Wydziału Medycznego Politechniki Bydgoskiej im. Jana i Jędrzeja Śniadeckich.

## Życiorys
Ukończyła I Liceum Ogólnokształcące im. Bolesława Prusa w Siedlcach. Studia medyczne ukończyła w 1980 na Akademii Medycznej w Warszawie, dwa lata później uzyskując tytuł doktora nauk medycznych. Stopień doktora habilitowanego nauk medycznych uzyskała w 1991 na podstawie rozprawy Reaktywność odruchu z chemoreceptorów kłębków szyjnych w pierwotnym samoistnym nadciśnieniu tętniczym i w zespole snu z bezdechem. Tytuł profesora nauk medycznych otrzymała w 2006. W latach 1989–1991 studiowała malarstwo i historię sztuki na Uniwersytecie Filipa w Marburgu. W latach 1987–1992 przebywała w Niemczech jako stypendystka Fundacji Alexandra von Humboldta, pracując na etacie w uniwersyteckiej Klinice Chorób Wewnętrznych. Odbyła również staże naukowe w Tybindze, Nordernay, Erfurcie i Vancouver. Od 1995 kieruje Katedrą Fizjologii w Akademii Medycznej w Bydgoszczy (obecnie Katedra i Zakład Fizjologii Collegium Medicum UMK). Od 2005 prorektor ds. Collegium Medicum UMK. Od 2005 jest także przewodniczącą Rady Społecznej Szpitala Uniwersyteckiego im. dr. Jurasza w Bydgoszczy. Członkini Polskiego Stowarzyszenia Haiku. W roku akademickim 2023/2024 została dziekanem Wydziału Medycznego Politechniki Bydgoskiej. 

## Dorobek naukowy
Główny obszar zainteresowań naukowych to regulacja krążenia i oddychania, fizjologia autonomicznego układu nerwowego, chronomedycyna, zaburzenia rytmów biologicznych u człowieka. Prof. Tafil-Klawe jest autorką i współautorką ponad 100 publikacji, w tym jednej z metaetyki, a także - wspólnie z mężem - dwóch książek: „Krótka książeczka o chrapaniu” i „Chrapanie”, przetłumaczonych na język rosyjski i opublikowanych w alfabecie Braille’a. Jest także współautorką „Medycznego Słownika Polsko-Niemieckiego i Niemiecko-Polskiego”. W druku znajduje się również podręcznik „Wykłady z fizjologii dla studentów uczelni medycznych”. Wypromowała 14 prac doktorskich.

## Wybrane publikacje
- Chrapanie (ISBN 83-200-3330-6)
- Podręczny słownik medyczny polsko-niemiecki i niemiecko-polski (1999, wspólnie z Jackiem Klawe, ISBN 83-200-2031-X)
- Krótka książeczka o chrapaniu (2001, wspólnie z Jackiem Klawe, ISBN 83-200-2513-3)